# Buron (affluent de l'Allier)
Pour les articles homonymes, voir Buron (homonymie).

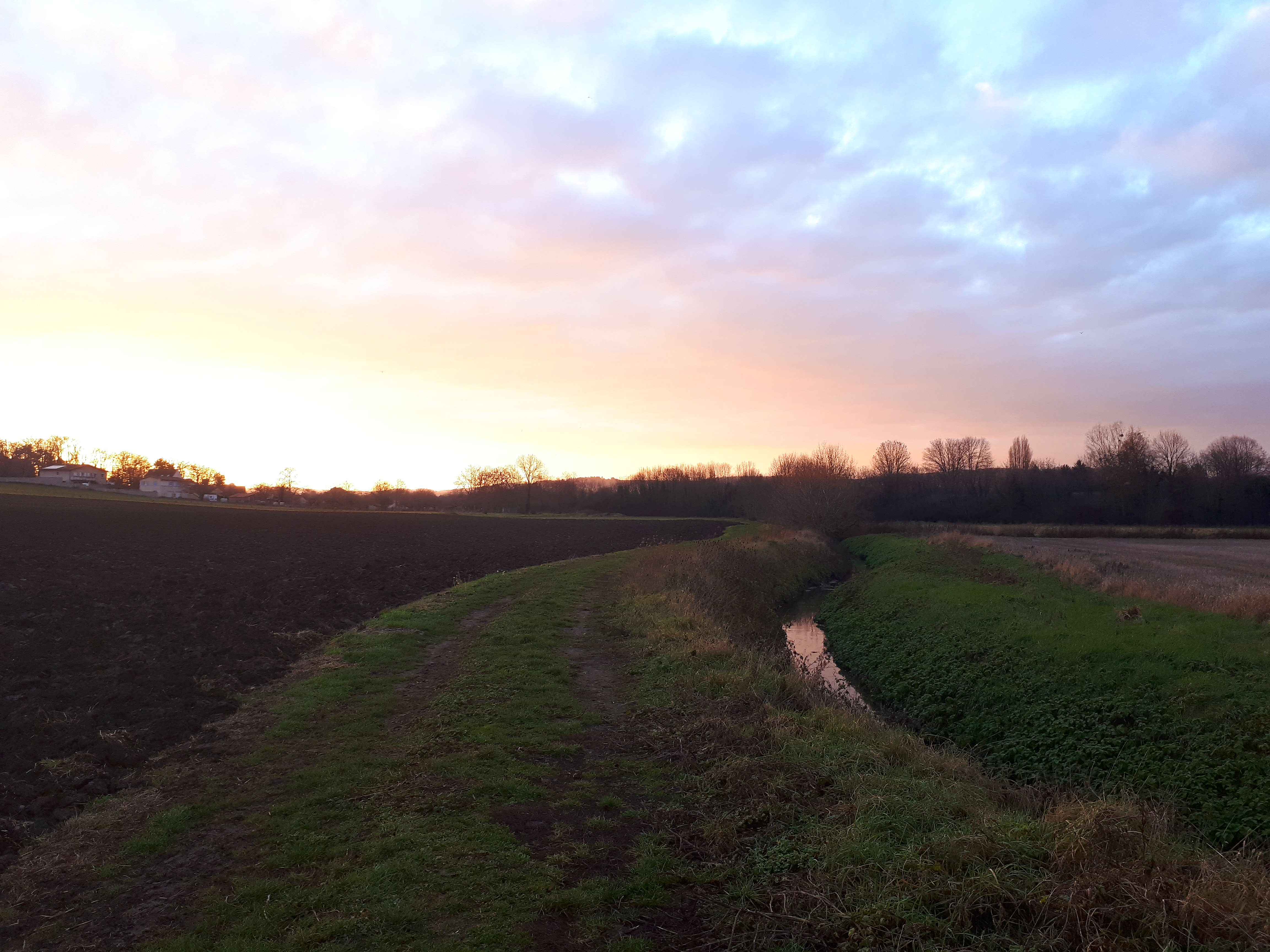
Le Buron à Martinchon, commune d'Aigueperse, vue vers l'ouest.

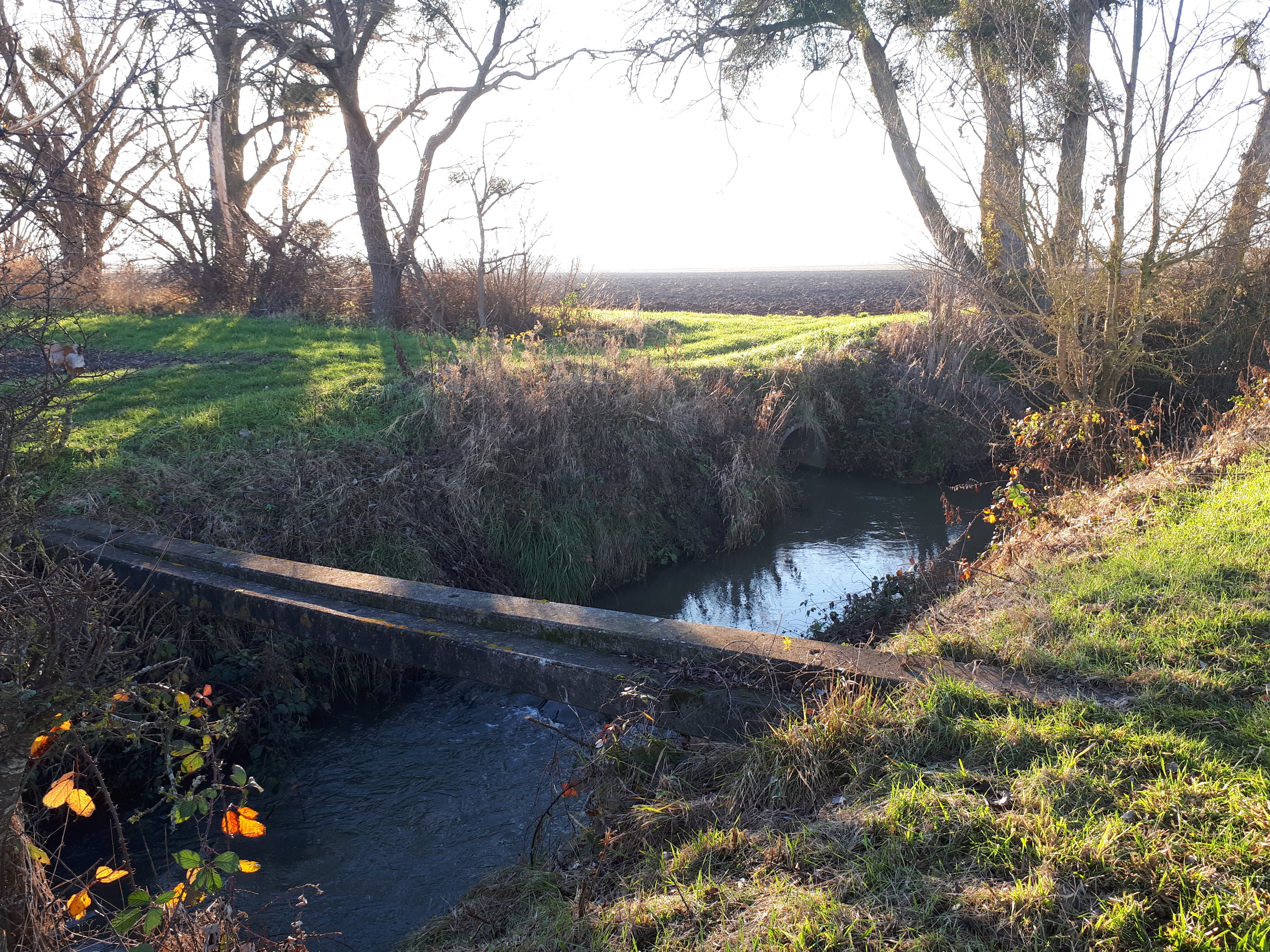
Le Buron entre Pruns et Saint-Clément-de-Régnat

Le Buron est une rivière française qui coule principalement dans le nord du département du Puy-de-Dôme et un affluent de l'Allier, donc un sous-affluent de la Loire.

## Géographie
Il prend sa source à Chaptuzat. C'est un affluent de l'Allier avec laquelle il conflue à Saint-Priest-Bramefant, après avoir longé sur quelques dizaines de mètres Mariol (Allier). Sa longueur est de 31,4 km.

### Communes et cantons traversés ou longés
Dans les deux départements de l'Allier et du Puy-de-Dôme, le Buron traverse ou longe les onze communes suivantes, dont une seule dans l'Allier (Mariol), de l'amont vers l'aval : Chaptuzat (source), Aigueperse, Bussières-et-Pruns, Saint-Clément-de-Régnat, Villeneuve-les-Cerfs, Randan, Saint-Denis-Combarnazat, Beaumont-les-Randan, Mons, Saint-Priest-Bramefant (confluence), Mariol.

### Bassin versant
Le Buron traverse quatre zones hydrographiques K300, K301, K302, K303 pour une superficie totale de 138 km2. Ce bassin versant est constitué à 85,96 % de « territoires agricoles », à 8,08 % de « forêts et milieux semi-naturels », à 5,96 % de « territoires artificialisés ».

## Affluents
Le Buron a huit tronçons affluents référencés dont :
- le Bussières,
- les Fontaines de Marchezat,
- le Puy Pialat,
- l'Abbaye,
- les Rures,
- le Chambiou